# 朱美增
和顺王朱美增（？—15世纪），明朝晋王朱济熿庶次子，晋恭王朱㭎孙，明太祖曾孙；明朝唯一一代和顺王。
永乐十五年（1417年）二月，行冠礼。
永乐二十一年（1423年）七月，封为和顺王。永乐二十二年（1424年）三月，册封山西都指揮僉事楊瑛的姪女为和顺王妃。
宣德二年（1427年）四月，朱济熿被革爵，朱美增等一并被废为庶人。此后没有朱美增的记载。
《明史·諸王世表》未将朱美增列入。